# Houstonia
Houstonia és una població dels Estats Units a l'estat de Missouri. Segons el cens del 2000 tenia 275 habitants.

## Demografia
Segons el cens del 2000, Houstonia tenia 275 habitants, 99 habitatges, i 73 famílies. La densitat de població era de 530,9 habitants per km².
Dels 99 habitatges en un 45,5% hi vivien nens de menys de 18 anys, en un 62,6% hi vivien parelles casades, en un 8,1% dones solteres, i en un 25,3% no eren unitats familiars. En el 22,2% dels habitatges hi vivien persones soles el 14,1% de les quals corresponia a persones de 65 anys o més que vivien soles. El nombre mitjà de persones vivint en cada habitatge era de 2,78 i el nombre mitjà de persones que vivien en cada família era de 3,22.
Per edats la població es repartia de la següent manera: un 32,7% tenia menys de 18 anys, un 7,6% entre 18 i 24, un 28,4% entre 25 i 44, un 19,6% de 45 a 60 i un 11,6% 65 anys o més.
L'edat mediana era de 34 anys. Per cada 100 dones de 18 o més anys hi havia 103,3 homes.
La renda mediana per habitatge era de 34.219 $ i la renda mediana per família de 34.531 $. Els homes tenien una renda mediana de 36.000 $ mentre que les dones 18.500 $. La renda per capita de la població era de 12.490 $. Entorn del 20,8% de les famílies i el 24,7% de la població estaven per davall del llindar de pobresa.

## Poblacions més properes
El següent diagrama mostra les poblacions més properes.